# بوم (مغني)
بوم (هانغل: 붐) هو مغني كوري جنوبي، ولد في 10 مايو 1982 في سول في كوريا الجنوبية.

## وصلات خارجية
- بوم على موقع IMDb (الإنجليزية)